# Мэтсон, Гордон
Гордон Мэтсон (англ. Gordon Matheson; род. 1 ноября 1966, Глазго, Великобритания) — британский шотландский политик. Член Шотландской лейбористской партии. В 2010—2015 годах был председателем Городского совета Глазго. Командор ордена Британской империи.

## Личная жизнь
Родился 1 ноября 1966 года в Глазго в семье Гордона и Марджори Мэтсонов. Окончил университеты Глазго и Стратклайда. В 2004 году он был избран действительным членом Королевского общества искусств. Гордон Мэтсон — открытый гомосексуал. Состоит в гражданском партнёрстве со Стивеном Уоллесом.

## Политическая деятельность
В 1999 году был впервые избран в городской совет Глазго, где представлял округ Андерстон / Сити. После переизбирался ещё трижды: на выборах в 2003, 2007 и 2012 годах. Служил бэйли, мировым судьей, исполнительным членом по вопросам образования и городским казначеем. В мае 2010 года его избрали председателем городского совета Глазго.
На выборах в местные органы власти в мае 2012 года он привёл Лейбористскую партию Шотландии к победе, увеличив долю голосов за себя на 3,4 % и обеспечив партии общее большинство голосов в Глазго. Это произошло вопреки прогнозам, которые утверждали, что лейбористы уступят контроль над городом Глазго членам Шотландской национальной партии.
На время его председательства пришлись Игры Содружества 2014 года. Мэтсон основал фонды Содружества по увеличению рабочих мест и образованию, обязал Глазго подать заявку на участие в летних юношеских Олимпийских играх 2018 года, подписал первое городское соглашение в Шотландии, одобрил схему сокращения свалки Глазго на 90 %, ввёл выплаты пенсионерам на зимнее топливо и приступил к ремонту или перестройке каждой школы в городе. В ноябре 2012 года и вновь в 2014 году Мэтсон был назван местным политиком года на церемонии вручения премии издания «Герольд» (англ. The Herald «Шотландский политик года».
В 2015 году за заслуги перед обществом в области местного самоуправления был удостоен командорского Ордена Британской империи. В июне 2015 года Мэтсон выдвинул свою кандидатуру на место заместителя руководителя Лейбористской партии Шотландии после изменения устава партии, позволившего советникам баллотироваться на эту должность. После поражения на выборах в августе 2015 года он объявил об отставке с поста председателя городского совета Глазго. Впоследствии Мэтсон занял должность приглашенного профессора Института городов будущего при университете Стратклайда.